# Dolenja Brezovica (gmina Šentjernej)
Dolenja Brezovica – wieś w Słowenii, w gminie Šentjernej. W 2018 roku liczyła 152 mieszkańców.